# Georg Schultz (Politiker)

Georg Schultz

Georg Schultz (* 23. Mai 1860 in Karolewo, Kreis Bromberg; † 1. April 1945 in Bad Kissingen) war ein deutscher Politiker der DNVP.

## Leben und Beruf
Nach dem Abitur in Bromberg studierte Schultz, der evangelischen Glaubens war, Rechtswissenschaften in Tübingen und Berlin. Während seines Studiums gehörte er kurze Zeit dem Verein Deutscher Studenten an. Er wurde 1880 Mitglied der Burschenschaft Primislavia Berlin. Nach dem Bestehen beider juristischer Staatsexamina arbeitete er seit 1889 als Gerichtsassessor. Von 1895 bis 1899 war er Richter am Amtsgericht Wongrowitz, seit 1900 Richter am Landgericht Bromberg, seit 1904 Landgerichtsrat. Im Ersten Weltkrieg fungierte er als Beamter im Generalgouvernement Warschau und nach 1918 als Landgerichtsdirektor in Breslau. 1930 nahm er seinen Alterssitz in Bad Kissingen, wo er auch starb.

## Partei
Im Kaiserreich gehörte Schultz der Freikonservativen Partei an. 1918 beteiligte er sich an der Gründung der DNVP.

## Abgeordneter
Schultz gehörte seit der Reichstagswahl 1907 für den Wahlkreis Bromberg dem Reichstag des Kaiserreiches an (bis 1918). 1910/11 war er Zweiter Vizepräsident des Reichstages. 1919/20 war er Mitglied der Weimarer Nationalversammlung. Anschließend war er bis 1930 erneut Reichstagsabgeordneter.